# Ali Pascha (Admiral)

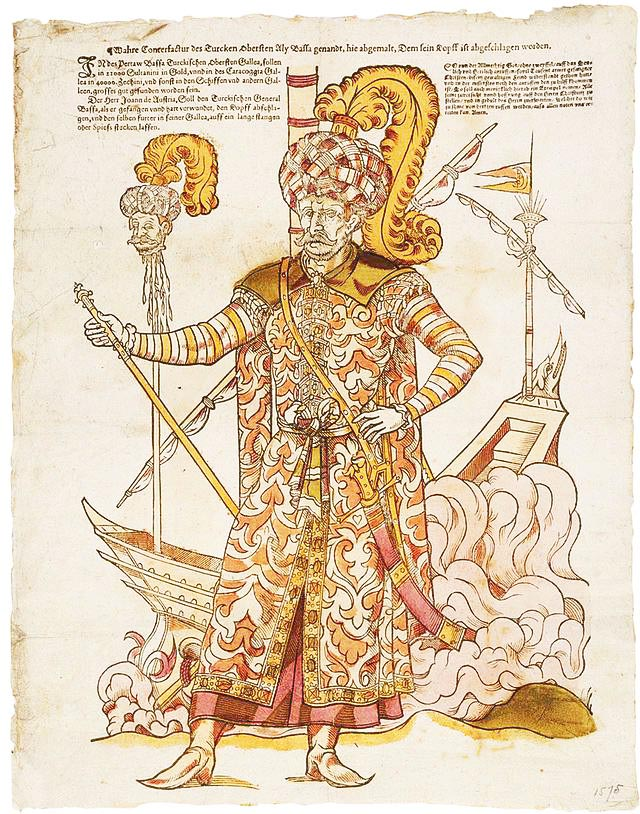
Ali Pascha auf einem Flugblatt um 1571

Ali Pascha (auch Müezzinzade Ali Pascha; † 7. Oktober 1571 bei Lepanto) war ein osmanischer Admiral, Befehlshaber der osmanischen Flotte in der Seeschlacht von Lepanto 1571.

## Karriere
Ali Pascha war der Sohn eines Muezzins (daher sein Beiname) in Istanbul und ein Günstling sowohl des Sultans Selim II. als auch seiner Haremsdamen, die Alis wohlklingende Stimme vom Minarett der Moschee hatten hören können, wenn er an seines Vaters Statt den Ruf zum Gebet gesungen hatte. 
Ali verfolgte eine erfolgreiche militärische und administrative Karriere zu Land und zu Wasser. Im Mai 1560 nahm er an der Seeschlacht von Djerba teil. Von 1563 bis 1566 war er Wali (Gouverneur) von Ägypten, und 1565 befehligte er das ägyptische Kontingent während der Belagerung von Malta. Im Sommer 1570 befehligte Ali Pascha die Flotte, die die osmanischen Invasionstruppen von Lala Kara Mustafa Pascha zur Eroberung von Zypern transportierte und danach durch ihre Anwesenheit in der südlichen Ägäis venezianische Versuche, Verstärkungen nach Zypern zu bringen, vereitelte. 1571 wurde er zum Oberbefehlshaber („Kapudan Pascha“ und „Kaptan-ı Derya“) der osmanischen Flotte ernannt, nachdem sein Vorgänger Piyale Pascha die Gunst des Sultans verloren hatte. Wie Piyale Pascha hatte auch Ali Pascha eine Tochter Selims zur Frau.

## Lepanto
Ali Pascha befehligte die osmanische Flotte, die in der Seeschlacht von Lepanto 1571 entscheidend von einer vereinigten Flotte christlicher Staaten unter Don Juan de Austria besiegt wurde. Um die Kampfmoral seiner Truppen zu stärken, hatte Selim seinem Admiral eines der wertvollsten Symbole des Reiches übergeben, das große "Banner der Kalifen", ein grünes Banner bestickt mit Korantexten und dem Namen Allahs 28.000 Mal in goldenen Lettern.
Noch sehr jung, wie auch sein Gegenspieler Don Juan, und zudem eigentlich kein See-, sondern ein Landsoldat, war Ali Pascha weniger ein versierter Taktiker als ein draufgängerischer Kämpfer. Bei Beginn der Schlacht suchte er sofort das direkte Duell mit seinem Gegenpart. Sein Flaggschiff, die Sultana, kämpfte Deck-an-Deck mit Don Juans Real. Dabei wurde Ali durch Musketenfeuer schwer verwundet, fiel nieder, und wurde, trotz des Befehls, ihn lebend gefangen zu nehmen, von einem übereifrigen spanischen Soldaten geköpft. Sein Kopf wurde auf einem Spieß zur Schau gestellt. Dies, und die Eroberung des Banners der Kalifen, minderten die Kampfmoral in der türkischen Flotte erheblich und trugen wohl mit zur Niederlage der osmanischen Flotte bei.
Ali Paschas beide jungen Söhne wurden während der Schlacht gefangen genommen. Der ältere von ihnen starb schon sehr bald in Gefangenschaft, während der zweite auf Bitten seiner Mutter von Don Juan zurück nach Istanbul geschickt wurde.

## Nachfolger
Ali Paschas Nachfolger als Oberbefehlshaber der osmanischen Seestreitkräfte („Kaptan-ı Derya“) wurde 1572 Kilic Ali Pascha (= Uludsch Ali Pascha), der sich bei Lepanto ausgezeichnet hatte und mit einem Teil der Flotte nach Istanbul entkommen war.